# Agrotis baueri
Agrotis baueri är en fjärilsart som beskrevs av Felder 1874. Agrotis baueri ingår i släktet Agrotis och familjen nattflyn. Inga underarter finns listade i Catalogue of Life.